# Добровлє (Брасловче)
Добровлє (словен. Dobrovlje) — поселення в общині Брасловче, Савинський регіон, Словенія. 
Висота над рівнем моря: 662,5 м.